# 아이스 에이지: 벅의 대모험
《아이스 에이지: 벅의 대모험》(영어: The Ice Age Adventures of Buck Wild)는 2022년 공개된 미국의 애니메이션 영화로, 2002년 영화 《아이스 에이지》의 여섯 번째편이다.

## 줄거리
모두의 사랑을 받는 선사 시대 포유류들의 유쾌한 모험이 계속된다. 누나 엘리와 따로 떨어진 스릴을 찾는 주머니쥐 형제 크래시와 에디는 그들만의 공간을 찾아 길을 나서지만, 곧 거대한 지하 동굴에 갇히게 되고, 모험을 사랑하는 공룡 사냥꾼 애꾸눈 족제비 벅 와일드의 도움으로 위험에서 벗어난 둘은 벅과 함께 잃어버린 세계에 서식하는 난폭한 공룡들과 마주한다.

## 출연진
- 우카시 암부카 - 오슨 역
- 사이먼 페그 - 벅 역
- 빈센트 통 - 크래시 역
- 아론 해리스 - 에디 역
- 도미니크 제닝스 - 엘리 역

## 한국어 출연
- 이인성 – 시드
- 설영범 – 매니
- 홍성헌 – 디에고
- 배한성 – 벅
- 장광 – 크래시
- 오인성 – 에디
- 장우영 – 엘리
- 정재헌 – 오슨 역